# Jan van Vuuren
Jan van Vuuren (Molenaarsgraaf, 26 januari 1871 - Nunspeet, 2 augustus 1941) was een Nederlandse kunstschilder. Hij is vooral bekend geworden met zijn olieverfschilderijen van Veluwse landschappen en stadsgezichten van het stadje Elburg. Hij schilderde met name in een impressionistische stijl.

## Leven en werk
Van Vuuren werd in 1871 in Molenaarsgraaf geboren als zoon van de werkman Arie van Vuuren en Teuntje Vlot. Na lessen te hebben gevolgd bij de Dordtse kunstschilder Roland Larij volgde hij zijn opleiding aan de Koninklijke Academie van Beeldende Kunsten in Den Haag. Daarnaast kreeg hij les bij onder anderen Gerrit Willem Dijsselhof en Herman van der Weele. Op 25-jarige leeftijd werd hij lid van Pulchri Studio. Vanaf 1894 was hij lid van Arti et Amicitiae. In 1891 kreeg hij de Academieprijs (gouden medaille) van de Haagsche Academie. Op de Exposition universelle van 1900 in Parijs kreeg Van Vuuren het 'Diplôme d'honneur'.
Van Vuuren werkte en woonde in Dordrecht, Amsterdam, Den Haag, Elspeet, Epe, Elburg en Lochem. In 1903 vestigde hij zich definitief in Nunspeet, waar hij in 1941 overleed (destijds gemeente Ermelo). In Nunspeet maakte hij deel uit van de Kunstkring Nunspeet, waar hij contact had met Jos Lussenburg, Arthur Briet, Frans Huysmans en Edzard Koning. Hij gaf er les aan onder anderen Theodora Elisabeth Wolterbeek Muller.
Van Vuuren trouwde op 25 april 1900 te Elburg met Anna Margaretha Heijmans, dochter van het hoofd der school Hendrikus Heijman en Maria Dorothea Straatman.

## Collectie
Diverse musea bezitten werken van Jan van Vuuren. Musea met een uitgebreide collectie zijn onder andere:
- Noord-Veluws Museum
- Voerman Museum Hattem

- Biografisch Portaal: 79859060
- Gemeinsame Normdatei: 133190218
- International Standard Name Identifier: 0000 0000 6687 3390
- Library of Congress Control Number: nr2007011575
- Nederlandse Thesaurus van Auteursnamen: 303415460
- RKD-Nederlands Instituut voor Kunstgeschiedenis: 82292
- Système universitaire de documentation: 129339636
- Union List of Artist Names: 500076257
- Virtual International Authority File: 43020354
- WorldCat: E39PBJB8qBB9YMXPTxdMwwpQMP